# Лютий Олександр Сергійович
Олекса́ндр Сергі́йович Лю́тий (нар. 1 січня 1920 — пом. 27 березня 1944) — радист взводу зв'язку 384-го окремого батальйону морської піхоти Одеської військово-морської бази Чорноморського флоту, Герой Радянського Союзу.

## Біографія
Народився 1 січня 1920 року в Полтаві (за іншими даними — в селі Пам'ятне Голопристанського району Херсонської області). Сирота. Виховувався у Полтавському дитбудинку.
У 1940 році Полтавським РВК призваний на флот. Служив на Чорноморському флоті, де його і застала війна.
У серпні — листопаді 1942 року брав участь в обороні Новоросійська, був поранений. У жовтні 1943 року призначений у 384-й окремий батальйон морської піхоти Чорноморського флоту на посаду радиста взводу зв'язку. Брав участь в десантної операції в районі Осипенко, потім — у боях на Кінбурнській косі, відвоюванні селищ Херсонської області Богоявленське і Широка Балка.
У ніч на 26 березня 1944 року у складі десантного загону, що складався з моряків-добровольців, очолюваного старшим лейтенантом Ольшанським, висадився в тил противника в районі села Ковалівка, звідки був здійснений марш-кидок у порт Миколаєва. Зайнявши декілька будівель порту і пристосувавши їх до оборони, загін дві доби до підходу своїх військ вів бій, відбивши вісімнадцять запеклих атак противника.
Старший матрос Лютий Олександр Сергійович загинув у бою 27 березня 1944 року.
Похований у братській могилі в місті Миколаїв у сквері 68-ми десантників.

## Вшанування пам'яті
Указом Президії Верховної Ради СРСР від 20 квітня 1945 року за зразкове виконання бойових завдань командування на фронті боротьби з німецькими загарбниками і проявлені при цьому відвагу і героїзм старшому матросу Лютиому Олександру Сергійовичу присвоєно звання Героя Радянського Союзу (посмертно).
У Миколаєві відкритий Народний музей бойової слави моряків-десантників. Біля злиття Південного Бугу і Інгулу, встановлена гранітна плита-пам'ятник. На ньому золотими літерами викарбоване ім'я Олександра Сергійовича Лютого. На честь 68-ми десантників в місті названа вулиця. У селі Юр'ївка на місці висадки десанту під командуванням Костянтина Ольшанського, встановлена меморіальна гранітна брила з пам'ятним написом.

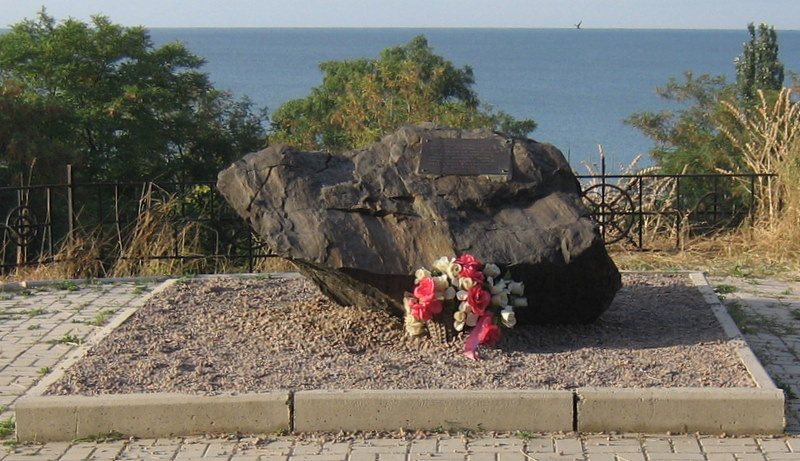
Пам'ятний камінь на місці висадки десанту під командуванням Костянтина Ольшанського в селі Юр'ївка

Іменем Олександра Лютого у 1950-х роках названа одна з вулиць у Київському районі Полтави (колишня Бульварна, від Ботанічного провулка до вулиці Сонячної).